# Милош Красић
Милош Красић (Косовскa Митровицa, 1. новембра 1984) је бивши српски фудбалер. Био је члан репрезентације Србије.

## Каријера

### Млађе категорије
Каријеру је почео у ФК Рудару у родном граду Косовској Митровици, где су његов таленат приметили скаути Војводина. Са само 14 година, 1999. године пребачен је у омладински погон Војводине. У наредне 4 године је играо за све младе селекције Војводине и био капитен омладинског тима.

### ЦСКА Москва
Јануара 2004. године, ЦСКА из Москве купује Красића од Војводине за 2,5 милиона евра. Већ у првој сезони у Москви, ЦСКА осваја УЕФА куп, а Красић учествује у том успеху. Српски фудбалер је одиграо 3 утакмице на путу до европског трофеја укључујући и финале. У наставку каријере у ЦСКА, Красић је освојио 2 титуле првака Русије (2005 и 2006) и четири Купа (2005, 2006, 2008 и 2009), као и Суперкуп Русије 2006, 2007 и 2009. Красић је постао стандардан члан једног од највећих руских тимова и једна од највећих звезда клуба са којим је редовно учествовао у Лиги шампиона. Након сјајних партија у Русији и европским такмичењима, као и одличних игара за српску репрезентацију, Красић је током 2009. године постао веома тражен од стране великих европских клубова. После сјајних партија у дресу ЦСКА све је извесније било да ће Красић своју каријеру наставити негде у иностранству.

### Јувентус
Након много спекулација током лета 2010, Јувентус и ЦСКА Москва су се договорили о преласку Красића у познати италијански клуб, а вредност трансфера је била око 15 милиона евра. Красић је потписао званичан уговор са Јувентусом 21. августа 2010. и изабрао дрес са бројем 27.
У почетку, Красић је играо одлично, јако брзо постао љубимац публике у Торину, али је онда уследио пад форме и одсуство поверења тренера Јувентуса. У последњој сезони изашао је на терен само седам пута. За најпопуларнији италијански клуб је одиграо 40 мечева, у којима је постигао осам погодака.

### Фенербахче
Почетком августа 2012, Красић је из Јувентуса, за седам милиона евра прешао у турски ФК Фенербахче. После само неколико недеља озбиљно се повредио на утакмици против московског Спартака у баражу за Лигу шампиона.

## Репрезентација

### Млада репрезентација
Красић је био кључни играч младе репрезентације Србије и Црне Горе на Олимпијади 2004., као и на Европским првенствима до 21 године 2004, 2006 и 2007.
Био је у тиму који је играо финале Европског првенства до 21 године у Немачкој 2004. године, али није играо ни у једном мечу. Два месеца касније, на Олимпијади у Атини, Красић је био члан тима који је неславно завршио такмичење. Маја 2006. године, Красић је био кључни играч младе репрезентације која је на Европском првенству у Португалу изгубила у полуфиналу од Украјине после извођења једанаестераца.
Последње наступе за младу репрезентацију имао је на Европском првенству у Немачкој 2007, са којом је освојио титулу вицешампиона Европе.

### Репрезентација
У српски национални тим Красић је први пут позван за квалификације за Европско првенство 2008. Дебитовао је против Казахстана 24. марта 2007, а затим у ремију са Португалом у Београду четири дана касније. Од доласка Радомира Антића на чело репрезентације, Красић је стандардан члан првог тима и један од најважнијих играча у квалификацијама за Светско првенство 2010. Први гол за репрезентацију постигао је у мечу против Аустрије 15. октобра 2008.
Проглашен је за најбољег фудбалера Србије 2009. године, као признање за изванредне партије које је пружио у репрезентативном дресу, у квалификацијама за Светско првенство 2010.

### Голови за репрезентацију
| #  | Датум             | Место           | Противник | Резултат | Исход | Такмичење                                 |
| -- | ----------------- | --------------- | --------- | -------- | ----- | ----------------------------------------- |
| 1. | 13. октобар 2008. | Београд, Србија | Литванија | 2-0      | 3-0   | Квалификације за Светско првенство 2010.  |
| 2. | 15. октобар 2008. | Беч, Аустрија   | Аустрија  | 0-1      | 1-3   | Квалификације за Светско првенство 2010.. |
| 3. | 5. јун 2010.      | Београд, Србија | Камерун   | 1-1      | 4-3   | Пријатељска                               |

## Трофеји (клупски)

### ЦСКА Москва
- Првенство Русије (2) : 2005, 2006.
- Куп Русије (4) : 2004/05, 2005/06, 2007/08, 2008/09.
- Суперкуп Русије (4) : 2004, 2006, 2007, 2009.
- Куп УЕФА (1) : 2004/05.

### Јувентус
- Првенство Италије (1) : 2011/12.

### Фенербахче
- Куп Турске (1) : 2012/13.

## Трофеји (индивидуални)
- Српски фудбалер године (1) : 2009.